# درجة أولى

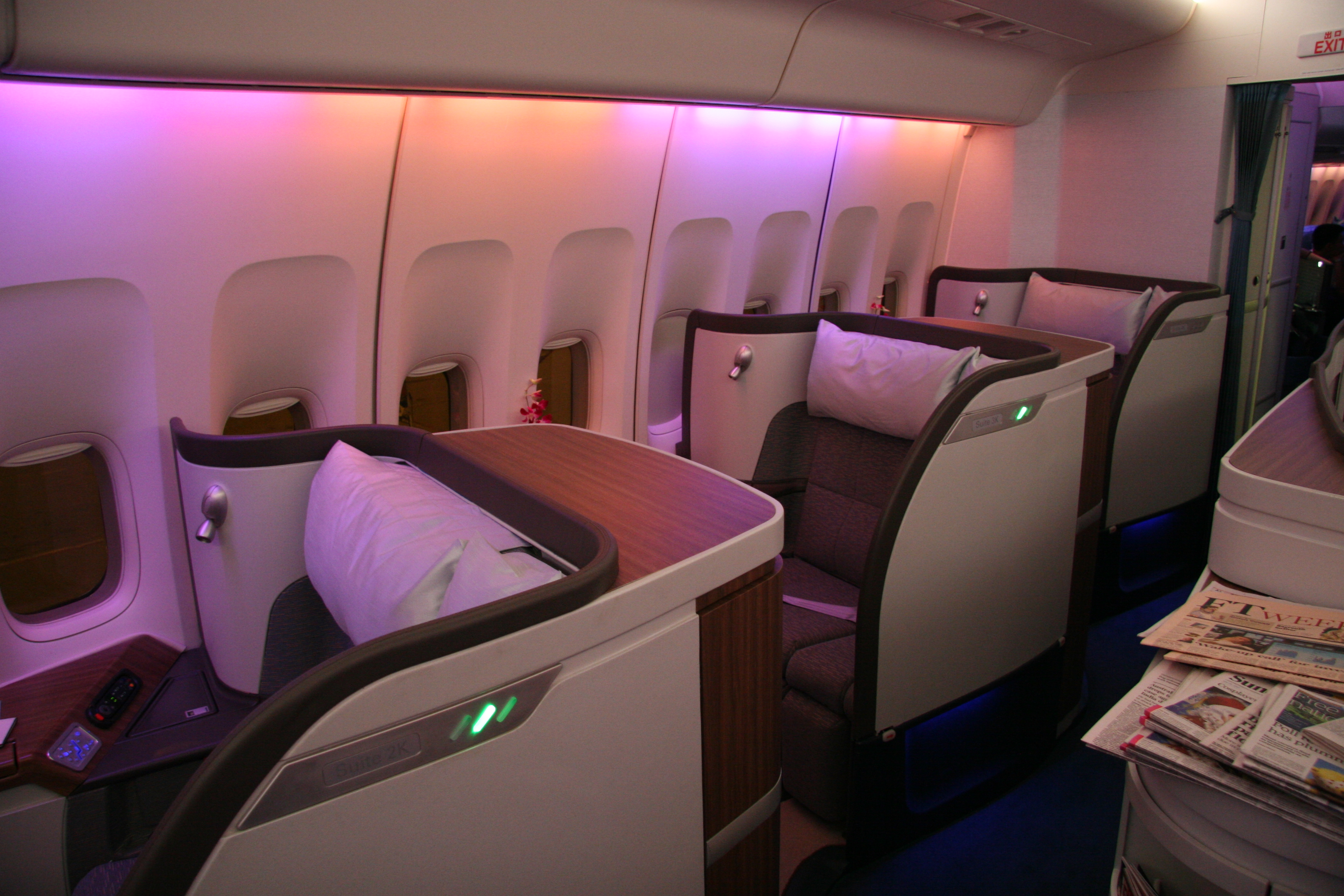
مقعد للدرجة الأولى في طائرة كاثاي باسيفيك

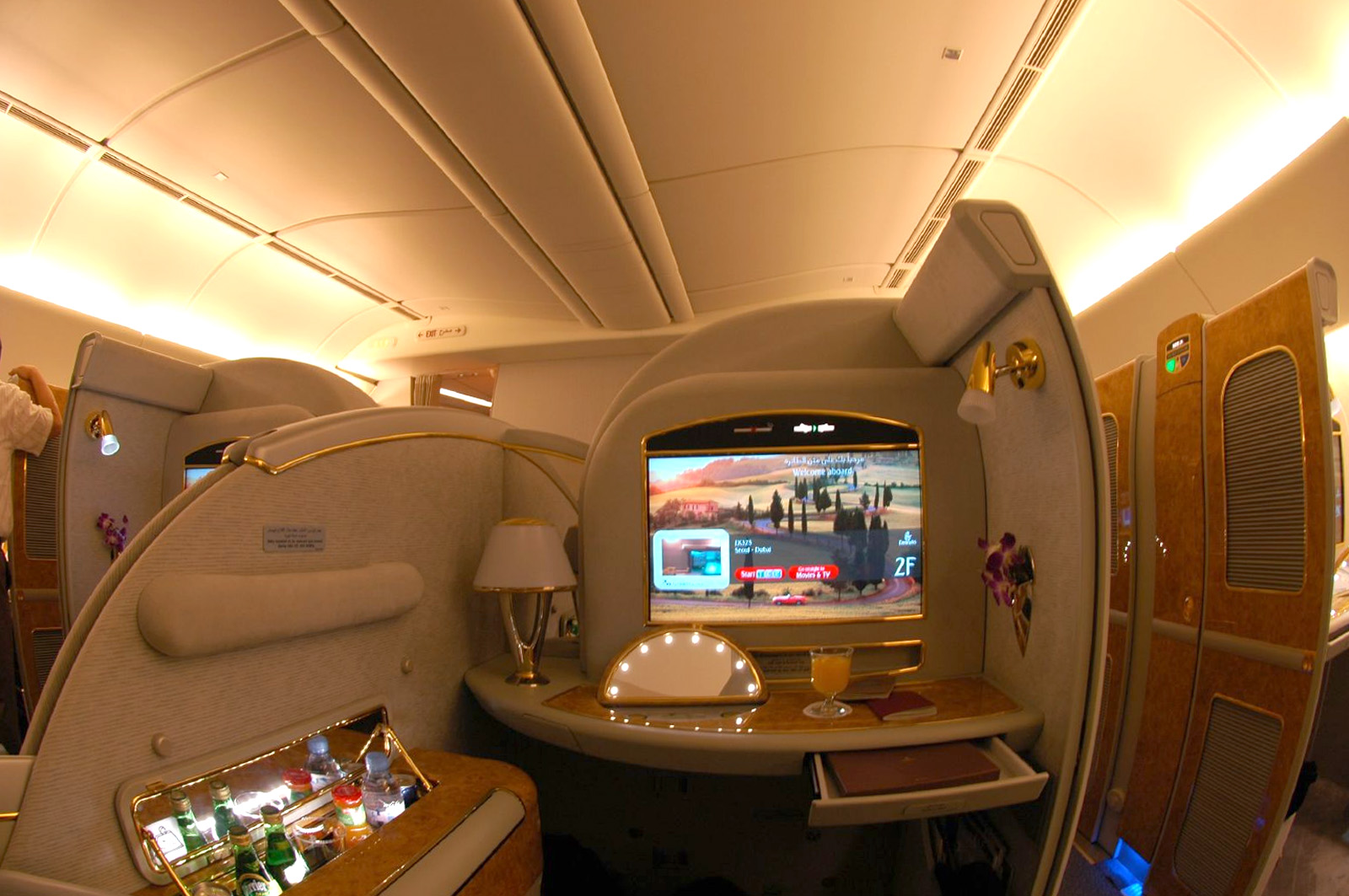
مقعد للدرجة الأولى في طائرة طيران الإمارات

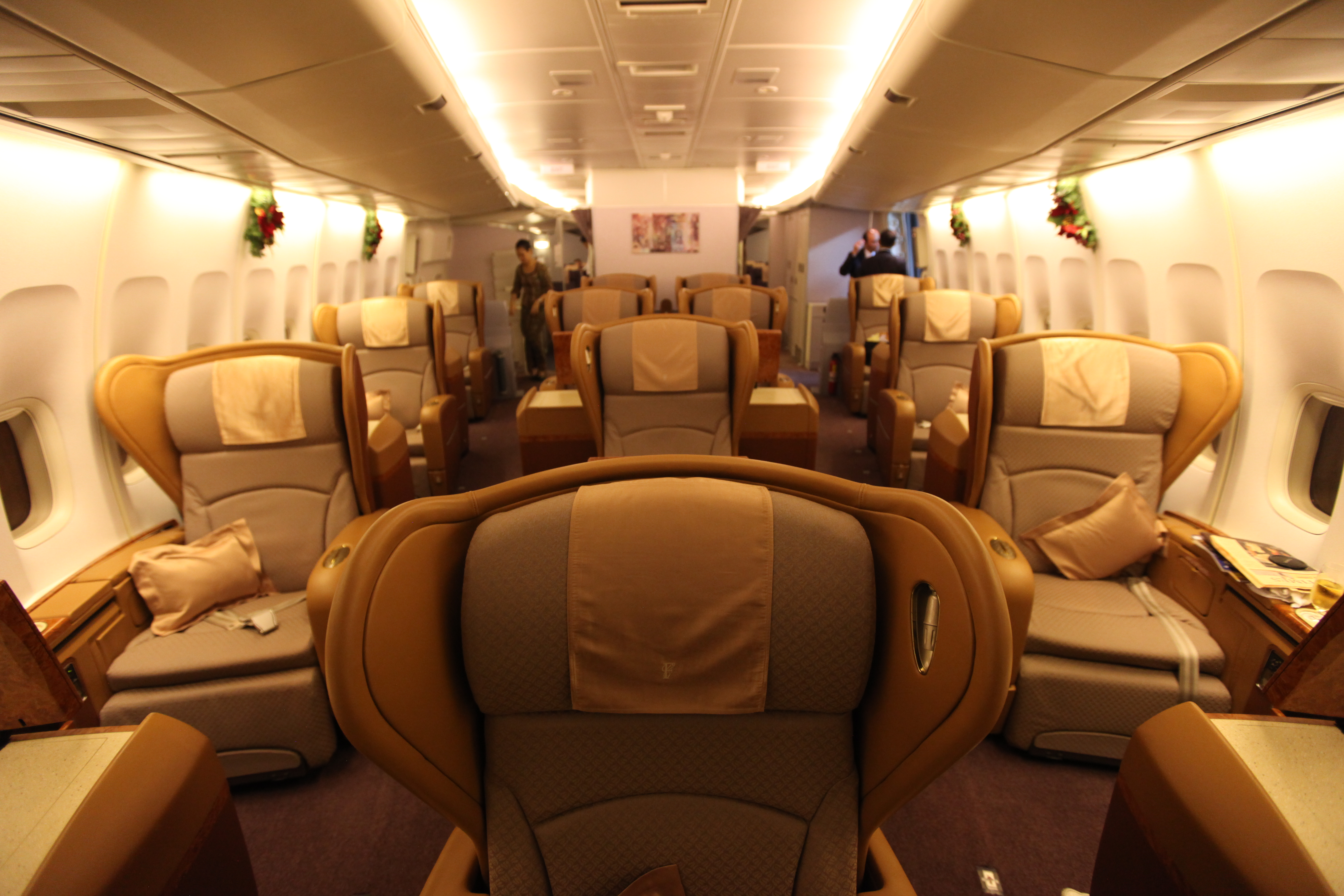
مقعد للدرجة الأولى في طائرة الخطوط الجوية السنغافورية

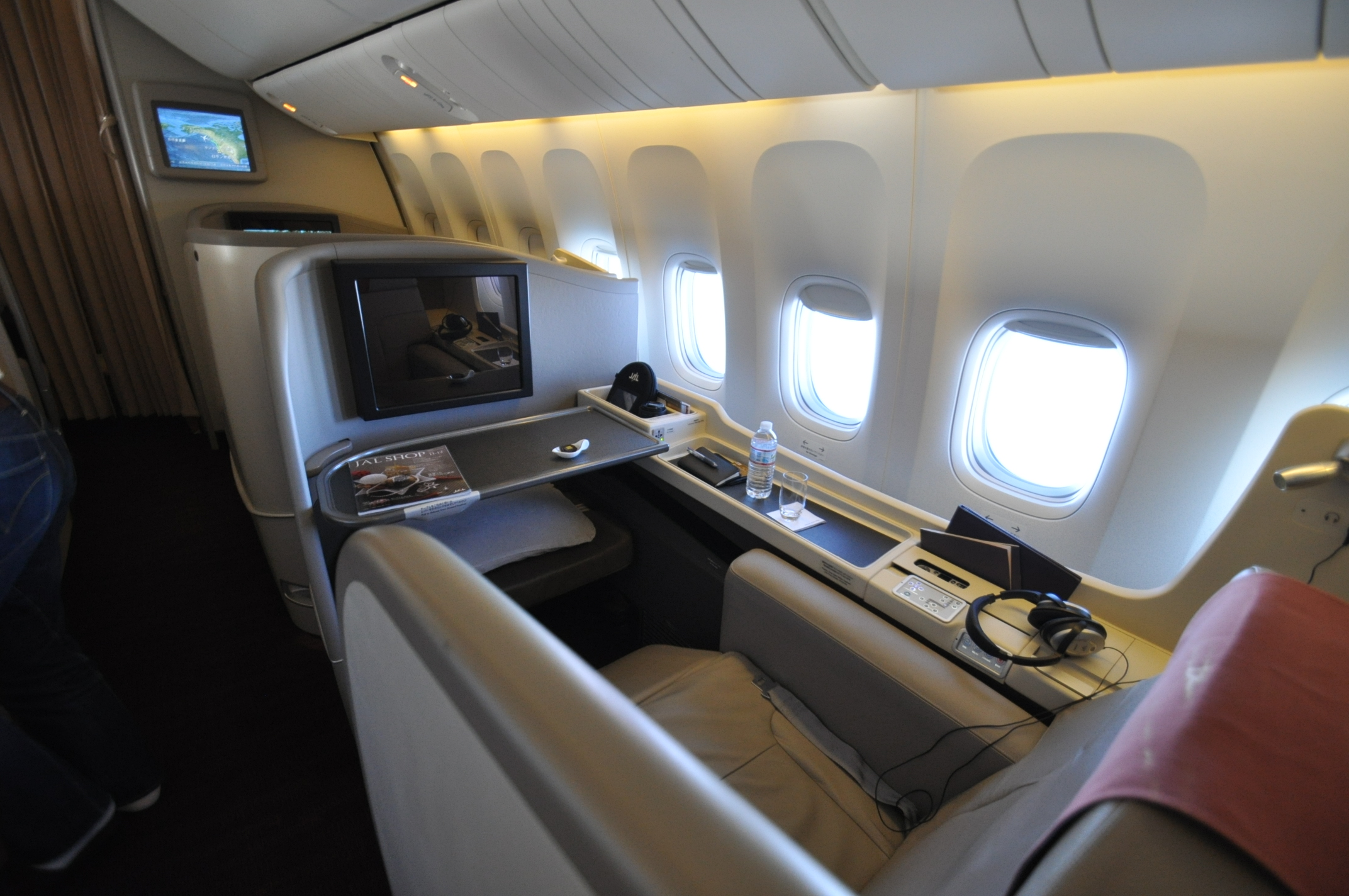
مقعد للدرجة الأولى في طائرة الخطوط الجوية اليابانية

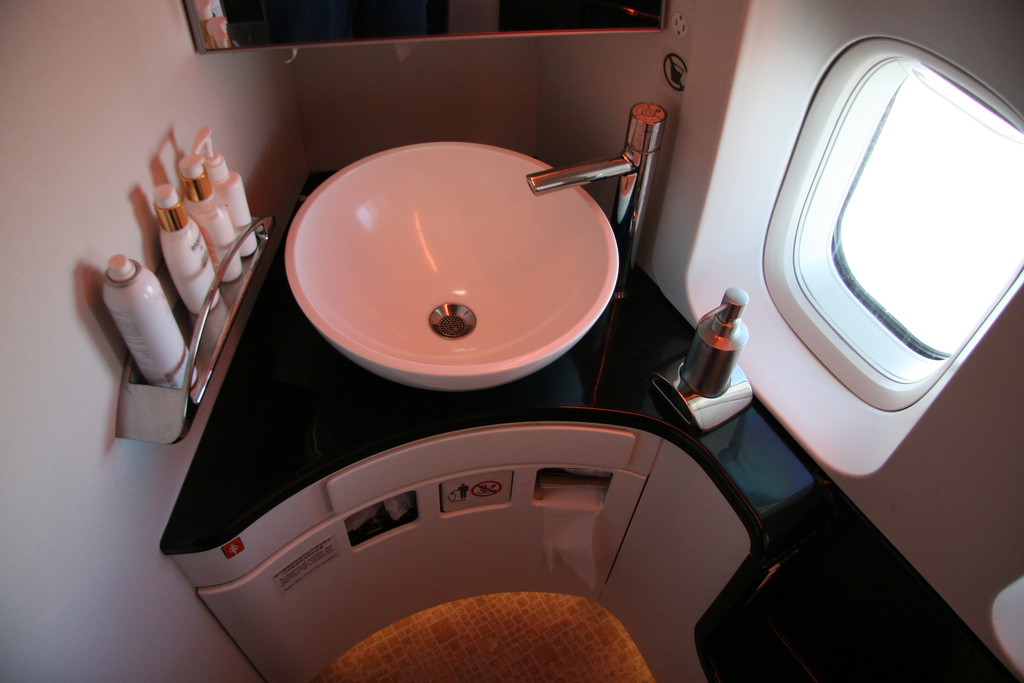
مقعد للدرجة الأولى في طائرة كاثاي باسيفيك

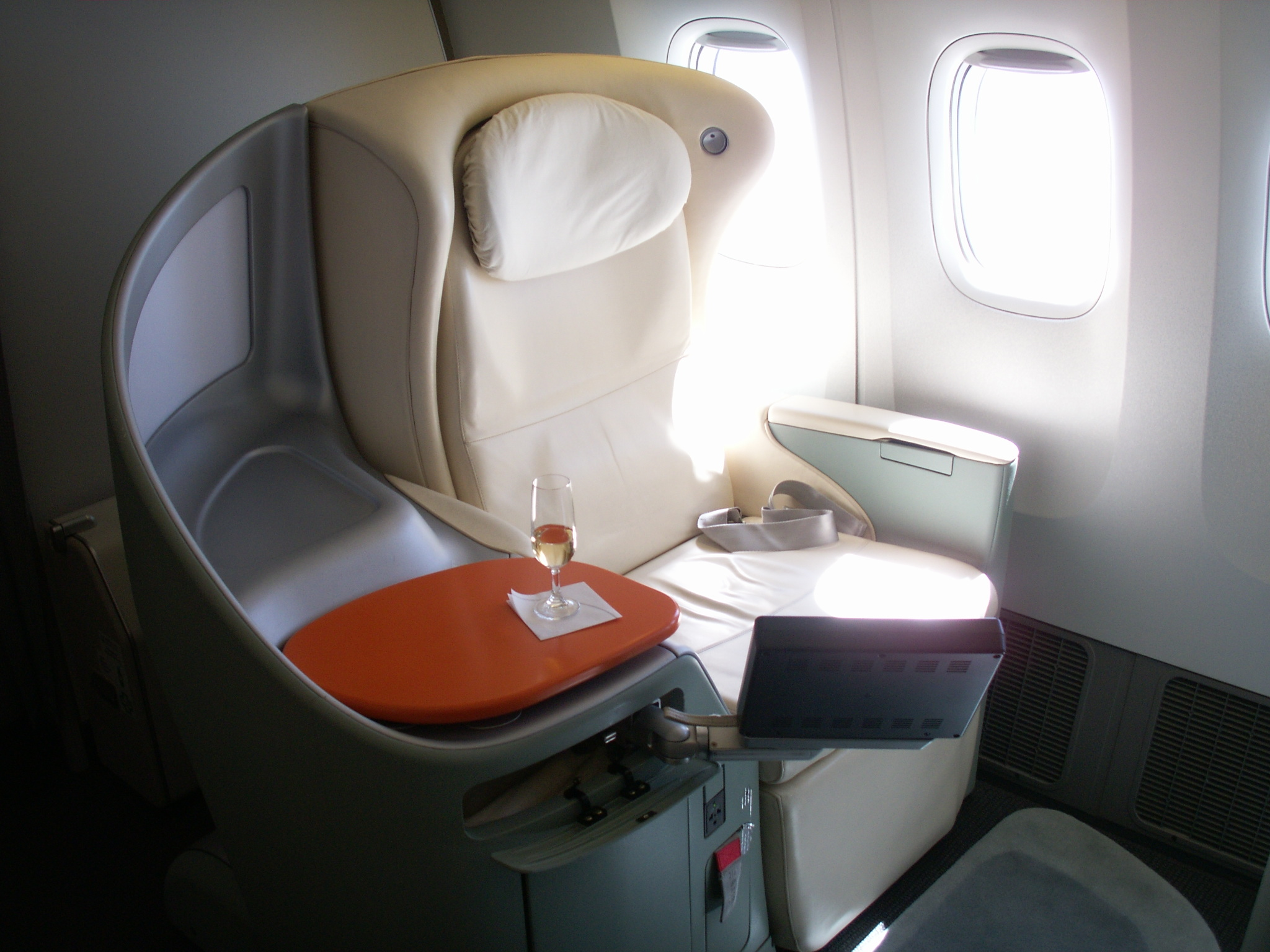
مقعد للدرجة الأولى في طائرة الخطوط الجوية اليابانية

الدرجة الأولى هي درجة سفر مترفة وممتازة وتتجاوز درجة رجال الأعمال والدرجة السياحية الممتازة والدرجة السياحية. في الطائرات النفاثة تكون مقاعد الدرجة الأولى في مقدمة الطائرة، ويوجد بها عدد محدود من المقاعد والغرف الخاصة بالركاب (نادراً ما يزيد العدد عن 16 مقعد)، وقد هيئت لراحة المسافرين عليها ورفاهيتهم.

## المميزات الإضافية للدرجة الأولى

### المقاعد
تتفاوت مقاعد الدرجة الأولى من مقاعد الاتكاء العريضة والواسعة إلي الأجنحة الخاصة ذات السرير الكامل والغرف العمل الصغيرة وتلفزيون خاص. مقاعد الدرجة الأولى الدولية عادةً ما تكون بمسافة 150سم إلي 240سم بين المقاعد، وعرض المقعد بين 50سم - 90سم. أما في الرحلات المحلية غالباً تكون المسافة بين المقاعد بين 85سم - 170سم، وعرض المقعد من 45سم - 55سم.

### على الأرض
مسافرون الدرجة الأولى تتاح لهم أحيانا خدمة ليموزين مجانية، ولهم مكان وصول واستقبال خاص عادةً، مناطق امن خاصة في المطار، وهم أغلب الأحيان قادرون علي ركوب الطائرة قبل المسافرين الآخرين.

### الطعام
تقدم وجبات أطعمة مجانية مع المقبلات والحلوى والمشروبات الكحولية (تَمنع في بعض شركات الطيران كالخطوط السعودية) وغير الكحولية، والتي عادة تطبخ بواسطة كبار الطهاة وتقدم علي مفارش المائدة الكتانية البيضاء وبلوازم المائدة الحقيقية وأطباق خزفية.

### المراحيض والتسلية
مسافرو الدرجة الأولى عندهم على الأقل مرحاض واحد خصص لاستعمالهم الخاص مع وجود أكثر من حمام واحد في الطائرات الأكبر. بالإضافة إلي وجود أفلام للترفيه، وبرامج تلفزيونية، وموسيقي، وألعاب تفاعلية متوفرة على خلف كل مقعد بحجم كبير إلي متوسط.
من الناحية التاريخية، الدرجة الأولى من النقل الجوي كان باهظاً جداً، ومؤخراً أصبح في استطاعة مسافري درجة رجال الأعمال والدرجة الاقتصادية ترقية درجتهم من خلال العضوية في بعض البرامج التي تقدمها شركات الطيران. وتتراوح أسعار التذاكر 10.000 دولار للدرجة الأولى مقابل 3.000 - 4.500 دولار و1.000 دولار للدرجة السياحية.